# (1335) Demoulina
(1335) Demoulina ist ein Asteroid des Hauptgürtels, der am 7. September 1934 vom deutschen Astronomen Karl Wilhelm Reinmuth in Heidelberg entdeckt wurde.
Benannt ist der Asteroid nach dem belgischen Astronomen Demoulin von der Universität Gent.